# Kostel Notre-Dame-de-Bonne-Nouvelle
Kostel Notre-Dame-de-Bonne-Nouvelle (doslovně Panny Marie Dobré Zprávy) je katolický farní kostel ve 2. obvodu v Paříži, v ulici Rue de la Lune. Kostel je zasvěcen Panně Marii a svým názvem odkazuje na Zvěstování Panny Marie.

## Historie
Současný kostel je již v pořadí třetím svatostánkem na tomto místě. V roce 1551 zde byl postaven kostel, který byl zničen roku 1591 během obléhání Paříže Jindřichem IV. V dubnu 1628 královna Anna Rakouská položila základní kámen nového kostela, který byl v roce 1673 povýšen na farní. Z tohoto kostela se dodnes dochovala pouze zvonice. Za Velké francouzské revoluce byl v roce 1791 kostel znárodněn a roku 1797 prodán třem měšťanům. V roce 1803 koupilo stavbu město Paříž. Kostel byl natolik poškozený, že musel být stržen. Současný kostel postavil v letech 1823–1830 architekt Étienne-Hippolyte Godde (1781–1869), stavební mistr města Paříže, který navrhl rovněž plány ke kostelům Saint-Denys-du-Saint-Sacrement a Saint-Pierre-du-Gros-Caillou.
Stavba je od roku 1983 chráněná jako historická památka.

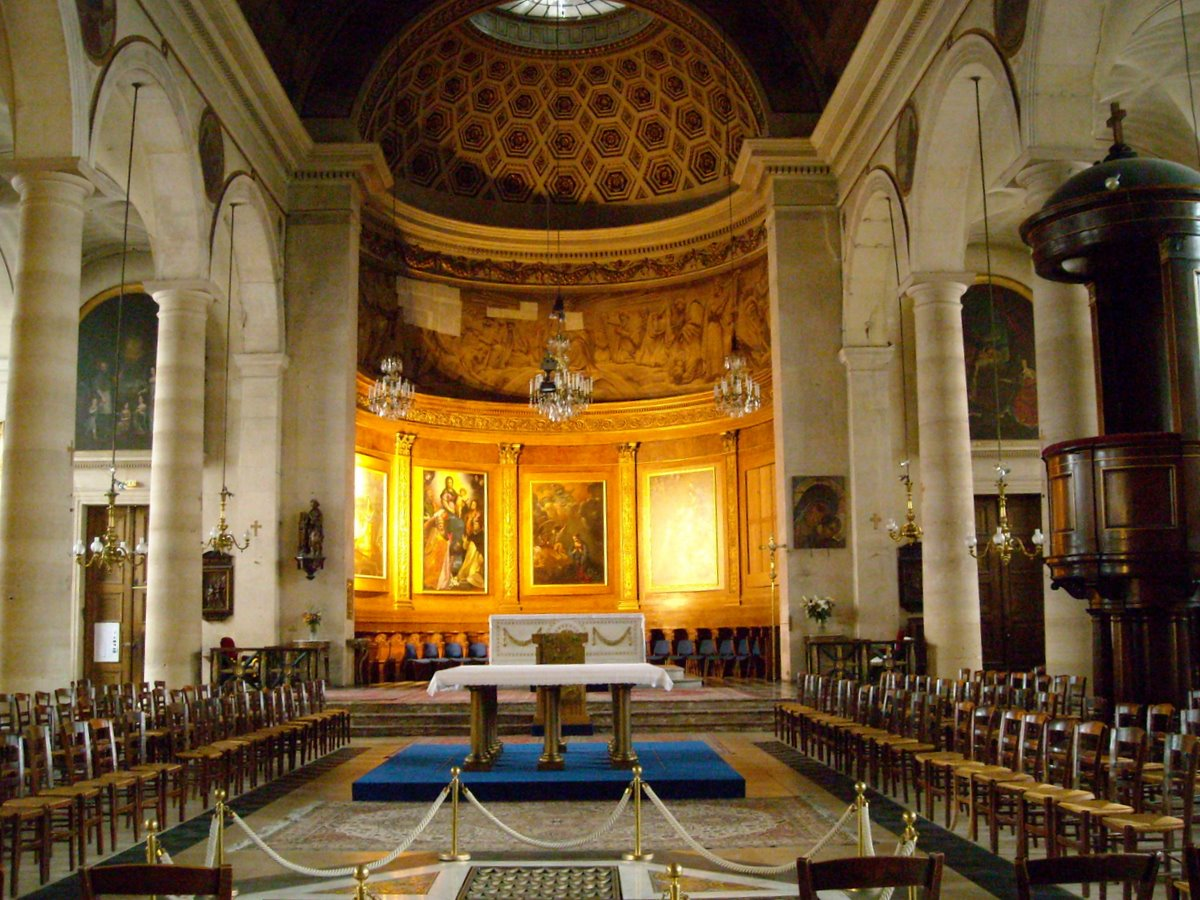
Pohled do kněžiště

## Architektura
Kostel postavil architekt Étienne-Hippolyte Godde v novoklasicistním stylu. Stavba má severo-jižní orientaci namísto obvyklé západo-východní z důvodu zastavěného prostoru a vedení tehdejších ulic. V jihovýchodní části kostela se nachází zvonice předchozího kostela ze 17. století. Fasáda je velmi jednoduchá s peristylem. Dva dórské sloupy a dva boční pilastry nesou architráv s triglyfem a trojúhelníkovým frontonem.
Kostel svým architektonickým pojetím odpovídá raně křesťanské bazilice bez transeptu a chórového ochozu s centrální lodí ukončenou půlkruhovou apsidou s polokupolí a dvěma bočními loděmi. Hlavní loď má valenou klenbu a obloukové arkády na dórských sloupech ji oddělují od bočních lodí, na které je napojeno dvanáct kaplí. Malby v kostele vytvořil Alexandre-Denis Abel de Pujol (1787–1861).
Uprostřed kostela se nachází osmiboká křtitelnice, ke které vede sedm schodů představující sedm hlavních hříchů podle tradice rané církve.
Varhany vytvořil na konci 19. století John Abbey a v letech 1950 (Joseph Gutschenritter) a 1988 (Jean-Marc Cicchero) byly restaurovány.